# Theridula pulchra
Theridula pulchra är en spindelart som beskrevs av Lucien Berland 1920. Theridula pulchra ingår i släktet Theridula och familjen klotspindlar. Inga underarter finns listade i Catalogue of Life.